# فاراكو
كارلوس إفرين رييس روسادو ويعرف أكثر باسم فاروكو، مغن وكاتب أغاني بورتوريكي من مواليد 2 مايو 1991. متخصص في الأنواع الموسيقية ريغيه تون، والريغي، ودانسهول، 

## وصلات خارجية
- فاراكو على موقع IMDb (الإنجليزية)
- فاراكو على موقع IMDb (الإنجليزية)
- فاراكو على موقع ميوزك برينز (الإنجليزية)
- فاراكو على موقع أول ميوزيك (الإنجليزية)
- فاراكو على موقع أول ميوزيك (الإنجليزية)
- فاراكو على موقع ديسكوغز (الإنجليزية)
- فاراكو على موقع ديسكوغز (الإنجليزية)
- فاراكو على موقع قاعدة بيانات الفيلم (الإنجليزية)